# Білий флюгер
«Білий флюгер» — радянський чорно-білий дитячий пригодницький художній фільм, створений на кіностудії «Ленфільм» в 1969 році режисером Давидом Кочаряном. Прем'єра фільму в СРСР відбулася 5 листопада 1970 року.

## Сюжет
Передмістя Петрограда. 1920 рік. Головні герої фільму — два брата, підлітки Федька і Карпуха Дорохови. У тривожне літо 1920 року, коли радянська влада була ще недостатньо міцною, вони допомагали чекістам.

## У ролях
- Лев Орлов —  Федько Дорохов
- Володимир Магденков —  Карпуха Дорохов
- Катерина Овсянникова —  Лідочка Бакуліна
- Вова Перевалов —  Яша
- Віталій Коняєв —  Дорохов, тато Федька і Карпухи
- Люсьєна Овчинникова —  Варвара Дорохова, мама Федька і Карпухи
- Іван Краско —  Семен Єгорович Самсонов
- Людмила Аржаннікова —  Ксенія Георгіївна Самсонова (Георгієвська)
- Михайло Кононов —  Василь Васильович Крутогоров
- Олександр Анісімов —  Зуйко
- Віктор Чекмарьов —  Бугасов
- Олег Бєлов —  матрос
- Петро Горін —  гість, «контрик»
- Борис Юрченко —  здоровань, контрреволюціонер
- Анатолій Абрамов —  начальник станції
- Лариса Архипова —  епізод
- Олександр Гаврилов —  безпритульний
- Володимир Костін —  матрос
- Степан Крилов —  мужик
- Пантелеймон Кримов —  лікар
- Віра Ліпсток —  епізод
- Юрій Новиков —  епізод
- Павло Первушин —  мужик
- Віктор Поморцев —  епізод
- Володимир Семичев —  епізод
- Геннадій Судаков —  епізод
- Станіслав Фесюнов —  вбитий чоловік
- Олег Хроменков —  епізод
- А. Трифонов —  епізод

## Знімальна група
- Автори сценарію —  Олександр Власов,  Аркадій Млодик
- Режисер-постановник —  Давид Кочарян
- Головний оператор —  Володимир Ковзель
- Головний художник —  Лариса Шилова
- Режисер —  Йосип Гіндін
- Оператор — Костянтин Соболь
- Редактор —  Світлана Пономаренко
- Композитор —  Веніамін Баснер
- Звукооператор —  Арнольд Шаргородський
- Текст пісень —  Вольт Суслов
- Монтажер —  Олена Баженова
- Художник по костюмах — Л. Густерін
- Художник-декоратор — Ю. Смирнов
- Гример — С. Смирнова
- Асистенти: 
 режисера — В. Родченко, Л. Власенко, В. Журавльова 
 оператора — А. Решетов, М. Лазуткін, А. Карданов 
 художника — Ю. Пашигорєєв
- Оркестр Ленінградської державної філармонії 
 Диригент —  Микола Рабинович
- Директор картини — О. Гавловська